# Montertelot
Montertelot település Franciaországban, Morbihan megyében. Lakosainak száma 370 fő (2022. január 1.). Montertelot Ploërmel és Val-d'Oust községekkel határos.

## Népesség
A település népességének változása:
| Lakosok száma | 227  | 268  | 279  | 322  | 369  | 364  | 355  | 360  | 362  | 370  |
|               | 1968 | 1982 | 1990 | 2006 | 2013 | 2015 | 2017 | 2019 | 2020 | 2022 |